# História de Sananduva

## Indígenas
Os índios de Sananduva são os Caingangues, em maior número, e os Charruas, que, apesar estarem em um número menor, também se encontram no município. Atualmente há vários índios de Sananduva na reserva indígena de Cacique Doble, apesar de muitos virem à cidade.

## Antes de 1880
O povoamento de Sananduva, bem descrito por Lorenzo Zambonin, deve ter iniciado com paulistas e paranaenses, não se descartando a possibilidade de também escravos fugitivos ali se terem estabelecido antes do grande afluxo de italianos ocorrido a partir de 1904.

## Primeiros Registros de Povoamento
Os primeiros registros de povoamento em Sananduva foram feitos por volta de 1900, na propriedade de São João do Forquilha, uma fazenda que pertencia à paulista Constança Boeno, viúva do paranaense José Boeno de Oliveira, natural de Castro.

## Fiorentino Bachi
Habitada pelos indígenas, Sananduva teve como primeiro imigrante o italiano Fiorentino Bachi, que veio para Sananduva em 1896, vindo de Antônio Prado e Galópolis. Fiorentino se instalou perto do atual Colégio Santa Terezinha (com uma casa de madeira), que foi levada na administração Mário Itálico Tumelero até a praça municipal, onde hoje funciona o museu da cidade.
Fiorentino morou em Sananduva, e construiu sua cabana, era de seu costume fazer fogo ao redor da cabana, para não ser atacado pelas onças que viviam nas matas. Católico fervoroso, Fiorentino ajudou a igreja a construir a Igreja São João Baptista. Ele morreu em 1955, ao ver o primeiro ano de Sananduva independente de Lagoa Vermelha.

## Lagoa Vermelha
O povoamento de Sananduva foi iniciativa do Cel. Heleodoro de Moraes Branco, primeiro intendente do município de Lagoa Vermelha.  Ele promoveu a vinda de imigrantes italianos, dividindo em noventa colônias a Fazenda São João do Forquilha, uma propriedade de 15.500 hectares que pertencia a Constança Augusta Boeno de Oliveira. O Cel. Heleodoro foi por ela nomeado seu procurador em 12 de agosto de 1901, dividiu a fazenda em colônias e, através de escritura de contrato e obrigação assinada com o italiano Fiorentino Bacchi, em 8 de junho do mesmo ano, assegurou a este a venda de vinte daquelas colônias. A primeira das noventa colônias a ser comprada, a de número 6, foi vendida pelo Cel. Heleodoro de Moraes Branco, na condição de procurador, em 16 de maio de 1904, a Giacomo e Abele Araldi, residentes em Lagoa Vermelha. Com a ida dos imigrantes italianos, Sananduva prosperou rapidamente, surgindo em pouco tempo os anseios de emancipação, que, todavia, só viria a acontecer em 1954.

## Subprefeitura
Até 1955, Sananduva teve uma subprefeitura, comandada por Lagoa Vermelha.

## Anos 20 e Imigração Italiana
Nos anos 20 Sananduva foi marcada pela começo da Imigração Italiana que chegou em Sananduva com famílias como Navarini, Brunetto e Outras famílias vindas das proximidades de Caxias do Sul. Estes imigrantes junto com os sananduvenses nativos, construíram madeireiras famosas que se juntaram no município formando uma aliança no comércio que trouxe prosperidade para o município, sendo assim que contribuiriam para Sananduva crescer, como o pioneiro no comércio de Sananduva, João Tumelero, que montou a J. Tumelero no município que ia desde produtos domésticos a materiais de construção. A casa encontra-se na Avenida Salzano da Cunha, na esquina com a Rua Madre Justina Inês, no coração de Sananduva.

## Plebiscito de 1949
Em 1949, foi realizado um plebiscito para a emancipação de Sananduva. Há quem diga que houve muita corrupção porque as autoridades de Lagoa Vermelha queriam que Sananduva continuasse sendo parte daquele município. Teria havido fraude e Lagoa Vermelha continuou tendo Sananduva como distrito.

## Imigração alemã e polonesa
A imigração alemã e polonesa começou com as famílias mais tradicionais que se instalaram no interior onde construíram até uma igreja luterana. Assim estas famílias contribuíram também para Sananduva. Estes alemães também contribuíram na cultura e na religião.

## Emancipação
A emancipação de Sananduva foi bastante criticada, mas alguns líderes a favor da causa, como Antonio Navarini, Rovílio Basso, Waldemar Menon e Osvaldo Pedro Camozzato defenderam a ideia de independência em relação a Lagoa Vermelha, que acabou ocorrendo em 15 dezembro de 1954, e concluída em 28 de fevereiro de 1955.

## Criação da Majestade, Cotrisana e governo Antônio Navarini
Após a emancipação política, Antonio Navarini criou a cooperativa Tríticola Sananduva Limitada (Majestade) e a Cotrisana. A Majestade se tornou símbolo do município de Sananduva que se tornou a terra do salame. E a Cotrisana ao longo do tempo foi se tornando o mercado mais vendido de Sananduva, assim com a Majestade milhares de trabalhadores rurais ajudavam doando um suíno para a cooperativa, dali em diante o comércio do salame se tornou forte, e Sananduva, neste tipo de economia, virou uma cidade rica.